# Галай, Николай Захарович
Николай Захарович Галай (6 декабря 1901, дер. Орлёво, Бобруйский уезд, Минская губерния — 30 июня 1980, Одесса) — советский военный деятель, генерал-майор (13.9.1944а).

## Начальная биография
Родился 6 декабря 1901 года[по какому календарю?] в деревне Орлёво Бобруйского уезда Минской губернии в многодетной крестьянской семье.
Окончил сельскую приходскую школу, с 13 лет батрачил.

## Военная служба

### Довоенное время
С 21 ноября 1922 года находился в рядах РККА. Сначала находился в 43-м стрелковом полку (15-я Сивашская стрелковая дивизия, Украинский военный округ); в декабре того же года был направлен на учёбу в дивизионную школу в Николаеве, после окончания которой в августе 1923 года вернулся в 43-й стрелковый полк, где был назначен старшиной роты.
В августе 1925 года направлен на учёбу в Киевскую пехотную школу, после окончания которой в сентябре 1928 года назначен на должность командира взвода в составе 11-го стрелкового полка (4-я стрелковая дивизия, Белорусский военный округ), дислоцированного в Слуцке. В сентябре 1930 года был переведён в 10-й стрелковый полк в составе той же 4-й стрелковой дивизии, где служил на должностях командира учебного взвода и командира роты.
С октября 1931 года служил в составе 4-го отдельного пулемётного батальона на должностях командира учебного взвода и командира роты. В декабре 1933 года батальон был передислоцирован на Дальний Восток и включён в состав Барабашского укреплённого района ОКДВА, а Н. З. Галай назначен на должность командира роты 63-го отдельного пулемётного батальона, а в апреле 1935 года — на должность командира учебной роты этого батальона.
С июня 1936 года служил в 276-м стрелковом полку (92-я стрелковая дивизия, ОКДВА) на должностях командира учебной роты, начальника штаба батальона и командира пулемётного батальона, а в июле 1938 года назначен на должность командира 22-го отдельного батальона в составе Барабашского укреплённого района.
В сентябре 1939 года направлен на учёбу на курсы «Выстрел», после окончания которых в ноябре 1940 года назначен на должность командира 8-го стрелкового полка (69-я стрелковая дивизия, 2-я Краснознамённая армия, Дальневосточный фронт).

### Великая Отечественная война
С началом войны находился на прежней должности.
В январе 1942 года подполковник Н. 3. Галай назначен на должность заместителя командира 204-й стрелковой дивизии (2-я Краснознамённая армия, Дальневосточный фронт), которая в июле была передислоцирована в район Сталинграда, где включена в состав 64-й армии, после чего во время Сталинградской битвы вела оборонительные боевые действия на реке Цимла, а с 7 августа — в районе населённых пунктов Елхи и Ивановка.
28 октября 1942 года Н. 3. Галай назначен на должность командира 93-й стрелковой бригады, которая вела оборонительные боевые действия южнее Сталинграда; 9 ноября 1942 года освобождён от занимаемой должности, после чего находился в резерве, но уже 24 декабря назначен на должность командира 248-й стрелковой дивизии, которая вела боевые действия на элистинском направлении, принимала участие в освобождении Элисты, а затем наступала на Сальск и Ростов-на-Дону. 29 января 1943 года в районе Ростова-на-Дону подполковник Н. 3. Галай был тяжело ранен, после чего лечился в госпитале. После излечения 29 апреля 1943 года вновь назначен на должность командира этой же дивизии. Вскоре дивизия принимала участие в ходе Донбасской, Мелитопольской, Никопольско-Криворожской и Одесской наступательных операций, а также в освобождении городов Николаев и Одесса. С августа 1944 года дивизия участвовала в боевых действиях в ходе Ясско-Кишинёвской, Львовско-Сандомирской, Варшавско-Познанской и Берлинской наступательных операций.
7 сентября 1945 года в Берлине прошёл Парад Победы, на котором торжественным маршем прошли войска стран антигитлеровской коалиции, в котором принял участие сводный стрелковый полк 248-й стрелковой дивизии под командованием Н. З. Галая.

### Послевоенная карьера
После окончания войны находился на прежней должности.
В марте 1946 года был направлен на учёбу на Высшие академические курсы при Высшей военной академии имени К. Е. Ворошилова, после окончания которых в январе 1947 года назначен на должность командира 17-й пулемётно-артиллерийской дивизии (Закавказский военный округ), а в августе 1951 года — на должность заместителя командира 82-го стрелкового корпуса (Одесский военный округ).
Генерал-майор Николай Захарович Галай 27 декабря 1957 года вышел в запас и в 1958 году переехал в Одессу. Умер 30 июня 1980 года и похоронен на Втором Христианском кладбище.

## Награды
- Два ордена Ленина (29.05.1945, 06.11.1947);
- Три ордена Красного Знамени (29.03.1943, 03.11.1944, 03.11.1953);
- Орден Суворова 2 степени (13.09.1944);
- Орден Кутузова 2 степени (17.09.1943);
- Богдана Хмельницкого 2 степени (06.04.1945);
- Орден Отечественной войны 1 степени (20.03.1944);
- Орден Красной Звезды (26.07.1943);
- Медали.

Иностранные награды
- Орден «Крест Грюнвальда» 3 степени (ПНР, серебро; 24.04.1946);
- Медаль «За Варшаву 1939-1945» (ПНР; 27.04.1946);
- Медаль «За Одру, Нису и Балтику» (ПНР; 27.04.1946);
- Медаль «25 лет освобождения Румынии» (24.10.1969).

Почётные звания
- Почётный гражданин Одессы (30.10.1967; за большие заслуги в освобождении города Одессы от немецко-румынских оккупантов и активную работу по военно-патриотическому воспитанию молодёжи[3]).

## Память
В июне 1981 года было принято решение о сооружении на могиле Н. З. Галая надгробия от имени Министерства обороны СССР.
В 1984 году на доме, где он жил с 1977 по 1980 год, по улице Перекопской дивизии, 67-а (ныне — Фонтанская дорога), была установлена мемориальная табличка.